# Kasempa
Kasempa é uma cidade e um distrito da Zâmbia, localizados na província Noroeste.